# Renato Ravelo Lecuona
Renato Ravelo Lecuona (Ciudad de México, 1934 - ibídem, 10 de diciembre de 2007) fue un escritor, historiador, periodista y profesor mexicano. Se le destaca por su amplio campo de investigación sobre los actores y movimientos sociales históricos y contemporáneos, apegado a la crítica del poder y de la sociedad política.
Estudió la carrera de Psicología en la Facultad de Filosofía y Letras de la Universidad Nacional Autónoma de México. Posteriormente en la década de los 70's, cambia su residencia a Guerrero donde continúa con estudios de Historia en la Universidad Autónoma de Guerrero y para 1979 presta sus servicios como miembro del Instituto de Investigaciones Científicas de Ciencias Sociales y posteriormente como profesor e investigador de la Facultad de Filosofía y Letras de dicha universidad.
En 1992, participa en la fundación del periódico guerrerense El Sur, en el cual se desempeñaba como articulista referente a temas políticos y crítico de cine. 
Participó en diversas actividades sociales desde su juventud, entre ellas últimamente convocadas por el EZLN en La Otra Campaña en 2006. Contribuye en la formación de la Policía Comunitaria de San Luis Acatlán y en la conformación de la Coordinadora Regional de Autoridades Comunitarias en la región La Montaña-Costa Chica en 1995. Figura también como fundador de Calmécac (Asociación Indígena Popular de Estudios y Capacitación en Desarrollo, Cultura e Historia). 
Falleció en la Ciudad de México el 10 de diciembre de 2007 a causa de cáncer. Sus restos descansan en la población de Chincocuac, Morelos.

## Algunas obras
- La guerra de liberación del pueblo maya: 1519-1855 (1978)
- Los Jaramillistas (1978)
- Juan R. Escudero, biografía política (1982)
- La Revolución Zapatista en Guerrero (1990)
- La toma de Chilpancingo 1913 (2003)
- La Vida de Juan (2004)